# 加藤久幹
加藤 久幹（かとう ひさもと / ひさとし、1904年（明治37年）12月8日 - 1976年（昭和51年）11月21日）は、日本の洋画家、華族。光風会会員。旧名・島津 久幹。

## 経歴
鹿児島県出身。重富島津家（薩摩島津氏の主要分家）の男爵・島津壮之助の二男として生まれる。旧制鹿児島県立第二鹿児島中学校（現：鹿児島県立甲南高等学校）で大牟礼南島に、東京美術学校（現：東京芸術大学）西洋画科で藤島武二に師事。1928年に東京美術学校を卒業。加藤子爵家（元近江水口藩主家、加藤嘉明系）の加藤克明の婿養子となる。
1957年、光風会会員となる。橋口康雄（橋口五葉の甥）や山口長男の上杜会に加わったことや、猪熊弦一郎と三春会をつくったこともある。また、成蹊学園の教授・高校教員を務めた。72歳で逝去。

## 親族
- 妻 加藤茂子（加藤克明長女）[1]
- 祖父 島津珍彦 - 侍従、貴族院議員、教育行政家
- 実兄 島津忠彦[4] - 実業家、貴族院議員、参議院議員